# Qualifiche della Polizia di Stato
Le qualifiche della Polizia di Stato sono le qualifiche professionali e funzionali della Polizia di Stato italiana.
Quelle attuali sono state istituite nel luglio 2019; per una lista delle qualifiche usate prima, si veda la voce Qualifiche della Polizia di Stato (prima del 1995). Il disegno dei distintivi di qualifica è stato modificato a seguito del riordino delle carriere avvenuto nel luglio 2017.
Premesso che ciò che è definito grado militare nelle forze armate italiane è chiamato "qualifica" nelle forze di polizia italiane, e che ciò che è definito "qualifica" nelle forze armate è chiamato "denominazione" nelle forze di polizia, segue la rappresentazione schematica delle qualifiche per importanza gerarchica, con, tra parentesi, quelle relative alle corrispondenti qualifiche del ruolo tecnico. Occorre comunque precisare che, dal 2017, il vice questore e il vice questore aggiunto fanno parte non più del ruolo direttivo, ma di quello dei dirigenti. 
| dirigente generale di pubblica sicurezza (dirigente generale tecnico) (dirigente generale medico) | dirigente superiore (dirigente superiore tecnico) (dirigente superiore medico) | primo dirigente (primo dirigente tecnico) (primo dirigente medico) |

| vice questore (direttore tecnico superiore) (medico superiore) | vice questore aggiunto (direttore tecnico capo) (medico capo) | commissario capo (commissario capo tecnico) (medico principale) | commissario (commissario tecnico) (medico) | vice commissario |

| sostituto commissario coordinatore (Sostituto direttore tecnico coordinatore) | sostituto commissario (Sostituto direttore tecnico) | ispettore superiore (ispettore superiore tecnico) | ispettore capo (ispettore capo tecnico) | ispettore (ispettore tecnico) | vice ispettore (vice ispettore tecnico) |

| assistente capo coordinatore (assistente capo coordinatore tecnico) | assistente capo (assistente capo tecnico) | assistente (assistente tecnico) | agente scelto (agente scelto tecnico) | agente (agente tecnico) |

## Attribuzioni di incarichi della qualifica superiore
| dirigente superiore (con incarichi della qualifica superiore) | primo dirigente (con incarichi della qualifica superiore) |

| vice questore (con incarichi della qualifica superiore) | commissario capo (con incarichi della qualifica superiore) |

## Incarichi
Ai sensi del D.P.R. 24 aprile 1982, n. 335 per ogni qualifica della carriera dei funzionari vi sono degli incarichi stabiliti e di seguito elencati:
Dirigente Generale:
Per il ruolo ordinario: 
- Direttore di direzione o ufficio centrale del Dipartimento della pubblica sicurezza;
- Vice direttore di direzione o ufficio centrale del Dipartimento della pubblica sicurezza;
- Questore in sede di particolare rilevanza;
- Consigliere ministeriale;
- Dirigente di ispettorato o di ufficio speciale di pubblica sicurezza;
- Direttore della scuola superiore di polizia;
- Direttore della scuola di perfezionamento per le forze di polizia;
- Dirigente di ufficio interregionale per le esigenze di polizia di frontiera di particolare rilevanza.

Per il ruolo tecnico:
- Direttore di direzione o ufficio centrale del Dipartimento della pubblica sicurezza;
- Ispettore Generale Capo del personale tecnico;
- Consigliere ministeriale;

Per il ruolo medico e medico veterinario:
- Direttore della direzione centrale di sanità.

Dirigente Superiore:
Per il ruolo ordinario: 
- Questore;
- Consigliere ministeriale aggiunto;
- Dirigente di un servizio o di un ufficio equiparato del Dipartimento della pubblica sicurezza;
- Dirigente di ispettorato o di ufficio speciale di pubblica sicurezza;
- Dirigente di ufficio territoriale a livello regionale o interregionale per le esigenze di polizia stradale, ferroviaria, di frontiera, nonché postale e delle comunicazioni di particolare rilevanza;
- Dirigente di reparto mobile di particolare rilevanza;
- Direttore di istituto di istruzione di particolare rilevanza;
- Vice direttore della scuola superiore di polizia;
- Vice direttore della scuola di perfezionamento per le forze di polizia.

Per il ruolo tecnico:
- Ispettore Generale del personale tecnico;
- Consigliere ministeriale aggiunto;
- Dirigente di un servizio o di un ufficio equiparato del Dipartimento della pubblica sicurezza;
- Dirigente di ufficio tecnico periferico;

Per il ruolo medico e veterinario:
- Consigliere ministeriale aggiunto;
- Direttore di un servizio della direzione centrale di sanità;
- Direttore di un ufficio di vigilanza a livello centrale;
- Direttore di un ufficio di coordinamento sanitario interregionale;
- Responsabile di attività complesse nell'ambito di uffici di particolare rilevanza;

Primo Dirigente:
Per il ruolo ordinario:
- Vicario del questore;
- Dirigente di divisione o di ufficio equiparato delle questure;
- Dirigente di distretto di pubblica sicurezza;
- Dirigente di commissariato distaccato di pubblica sicurezza di particolare rilevanza;
- Dirigente di commissariato sezionale di pubblica sicurezza di particolare rilevanza;
- Vice consigliere ministeriale;
- Direttore di divisione o di un ufficio equiparato del Dipartimento della pubblica sicurezza;
- Vice dirigente di ispettorato o di ufficio speciale di pubblica sicurezza;
- Dirigente di ufficio territoriale a livello anche provinciale o interprovinciale di particolare rilevanza per le esigenze di polizia stradale, ferroviaria, di frontiera, nonché a livello regionale per la polizia postale e delle comunicazioni;
- Vice dirigente di ufficio territoriale a livello regionale o interregionale di particolare rilevanza per le esigenze di polizia stradale, ferroviaria, di frontiera o postale e delle comunicazioni;
- Dirigente di reparto mobile o di reparto speciale;
- Direttore di istituto di istruzione;
- Vice direttore di istituto di istruzione di particolare rilevanza;
- Dirigente di gabinetto di polizia scientifica a livello regionale o interregionale di particolare rilevanza;
- Direttore di divisione o di ufficio equiparato nell'ambito dei servizi tecnico-logistici territoriali.

Per il ruolo tecnico:
- Vice consigliere ministeriale;
- Direttore di divisione o di un ufficio equiparato del Dipartimento della pubblica sicurezza;
- Dirigente di ufficio tecnico periferico;
- Direttore di divisione o di ufficio equiparato nell'ambito dei servizi tecnico-logistici territoriali.
- Dirigente di un ufficio tecnico-logistico territoriale di particolare rilevanza;

Per il ruolo medico:
- Vice consigliere ministeriale;
- Direttore di divisione o di un ufficio equiparato della direzione centrale di sanità;
- Dirigente di un ufficio sanitario periferico di particolare rilevanza;
- Vice direttore di un ufficio di vigilanza a livello centrale.

Per il ruolo medico veterinario:
- Vice consigliere ministeriale con funzioni di coordinamento dell'attività medico-veterinaria sul territorio.

Vice Questore:
Per il ruolo ordinario:
- Dirigente di ufficio di prima articolazione interna delle questure;
- Vice dirigente di divisione o di ufficio equiparato delle questure, nonché di ufficio di prima articolazione interna delle questure di particolare rilevanza;
- Dirigente di sezione o di ufficio equiparato di prima articolazione interna delle questure di particolare rilevanza;
- Dirigente di commissariato distaccato di pubblica sicurezza;
- Dirigente di commissariato sezionale di pubblica sicurezza;
- Vice dirigente di distretto di pubblica sicurezza;
- Dirigente di settore di commissariato distaccato o sezionale di pubblica sicurezza di particolare rilevanza;
- Vice direttore di divisione o di ufficio equiparato del Dipartimento della pubblica sicurezza;
- Direttore di sezione o di ufficio equiparato del Dipartimento della pubblica sicurezza;
- Dirigente di sezione o di ufficio equiparato di ispettorato o di ufficio speciale di pubblica sicurezza;
- Dirigente di settore di ufficio territoriale a livello anche provinciale o interprovinciale per le esigenze di polizia stradale, ferroviaria o di frontiera, nonché a livello regionale per la polizia postale e delle comunicazioni;
- Dirigente di settore di ufficio territoriale a livello regionale o interregionale di particolare rilevanza per le esigenze di polizia stradale, ferroviaria o di frontiera, nonché a livello regionale per la polizia postale e delle comunicazioni;
- Dirigente di settore di reparto mobile o di reparto speciale;
- Direttore di settore di istituto di istruzione;
- Dirigente di gabinetto di polizia scientifica a livello regionale o interregionale;
- Dirigente di reparto prevenzione crimine;
- Dirigente di nucleo operativo di protezione;
- Responsabile di sezione di polizia giudiziaria di particolare rilevanza
- Coordinatore di attività complesse;

Per il ruolo tecnico:
- Vice direttore di divisione o di ufficio equiparato del Dipartimento della pubblica sicurezza;
- Direttore di sezione o di ufficio equiparato del Dipartimento della pubblica sicurezza;
- Direttore di divisione nell'ambito dei servizi tecnico-logistici territoriali;
- Dirigente di area di uffici territoriali con funzioni strumentali, finali e di supporto.
- Direttore di settore di istituto di istruzione;
- Coordinatore di attività complesse;

Per il ruolo medico:
- Vice direttore di divisione o di ufficio equiparato del Dipartimento della pubblica sicurezza;
- Direttore di un ufficio sanitario periferico;
- Coordinatore di attività sanitarie complesse.

Per il ruolo medico veterinario:
- Direttore di ufficio di medicina veterinaria territoriale;
- Coordinatore di attività medico veterinarie complesse.

Vice Questore Aggiunto:
Per il ruolo ordinario:
- Dirigente di commissariato distaccato di pubblica sicurezza;
- Dirigente di commissariato sezionale di pubblica sicurezza;
- Vice dirigente di settore di commissariato distaccato o sezionale di pubblica sicurezza di particolare rilevanza;
- Vice direttore di sezione o di ufficio equiparato del Dipartimento della pubblica sicurezza;
- Vice direttore di sezione o di ufficio equiparato di ispettorato o di ufficio speciale di pubblica sicurezza;
- Vice dirigente di settore di ufficio territoriale a livello anche provinciale o interprovinciale per le esigenze di polizia stradale, ferroviaria o di frontiera, nonché a livello regionale per la polizia postale e delle comunicazioni;
- Vice dirigente di settore di ufficio territoriale a livello regionale o interregionale di particolare rilevanza per le esigenze di polizia stradale, ferroviaria o di frontiera, nonché a livello regionale per la polizia postale e delle comunicazioni;
- Vice dirigente di settore di reparto mobile o di reparto speciale;
- Vice direttore di settore di istituto di istruzione;
- Vice dirigente di gabinetto di polizia scientifica a livello regionale o interregionale;
- Vice dirigente di reparto prevenzione crimine;
- Vice dirigente di nucleo operativo di protezione;
- Responsabile di sezione di polizia giudiziaria;
- Vice direttore di sezione nell'ambito dei servizi tecnico-logistici territoriali.

Per il ruolo tecnico:
- Vice direttore di divisione o di ufficio equiparato del Dipartimento della pubblica sicurezza;
- Vice direttore di sezione o di ufficio equiparato del Dipartimento della pubblica sicurezza;
- Vice direttore di divisione nell'ambito dei servizi tecnico-logistici territoriali;
- Vice dirigente di area di uffici territoriali con funzioni strumentali, finali e di supporto.
- Vice direttore di settore di istituto di istruzione;

Per il ruolo medico:
- Vice direttore di un ufficio sanitario periferico;

Per il ruolo medico veterinario:
- Vice direttore di ufficio di medicina veterinaria territoriale;

Commissario Capo
Per il ruolo ordinario:
- Vice dirigente di commissariato distaccato di pubblica sicurezza;
- Vice dirigente di commissariato sezionale di pubblica sicurezza;
- Dirigente di reparto volanti delle questure;
- Dirigente facente funzioni di ufficio, settore o sezione;
- Dirigente di uffici ove non è richiesta la qualifica dirigenziale;
- Funzionario addetto di ufficio, settore o sezione;

Per il ruolo tecnico:
- Dirigente facente funzioni di ufficio, settore o sezione;
- Dirigente di uffici ove non è richiesta la qualifica dirigenziale;
- Funzionario addetto di ufficio, settore o sezione;

Per il ruolo medico:
- Dirigente facente funzioni di ufficio, settore o sezione;
- Dirigente di uffici ove non è richiesta la qualifica dirigenziale;
- Medico addetto di ufficio, settore o sezione;

Per il ruolo medico veterinario:
- Dirigente facente funzioni di ufficio, settore o sezione;
- Dirigente di uffici ove non è richiesta la qualifica dirigenziale;
- Medico veterinario addetto di ufficio, settore o sezione;

Il Vice Commissario ed il Commissario non ricoprono nessun incarico in quanto queste qualifiche sono ricoperte dai frequentatori del corso di formazione per funzionari (nei casi in cui vi sia la nomina per il ruolo ad esaurimento o per i ruoli tecnici, medici o medico veterinari, adempiono alle medesime funzioni del commissario capo).

## Vecchi distintivi delle qualifiche fino al 2019
| Qualifica                    | Distintivo di grado |
| Ruolo dirigenti              | Ruolo dirigenti     |
| ---------------------------- | ------------------- |
| Dirigente generale           |                     |
| Dirigente superiore          |                     |
| Primo dirigente              |                     |
| Ruolo commissari             |                     |
| Vice questore aggiunto       |                     |
| Commissario capo             |                     |
| Commissario                  |                     |
| Vice commissario             |                     |
| Ruolo ispettori              |                     |
| Ispettore Superiore S.U.P.S. |                     |
| Ispettore Capo               |                     |
| Ispettore                    |                     |
| Vice ispettore               |                     |
| Ruolo sovrintendenti         |                     |
| Sovrintendente Principale    |                     |
| Sovrintendente Capo          |                     |
| Sovrintendente               |                     |
| Vice sovrintendente          |                     |
| Ruolo assistenti             |                     |
| Assistente capo              |                     |
| Assistente                   |                     |
| Ruolo agenti                 |                     |
| Agente scelto                |                     |
| Agente                       |                     |

## Qualifiche non più utilizzate
Prima del decreto legislativo n. 197 del 1995 la qualifica apicale era "ispettore capo" e prima di essa c'era la qualifica di "ispettore principale" successivamente soppressa.
Inoltre, il ruolo dei sovrintendenti anziché essere composto da tre qualifiche era composto da quattro: la qualifica più alta era quelle di "Sovrintendente capo" che era costituita da quattro binari; al di sotto della quale stava la qualifica di "Sovrintendente principale" costituita da tre binari; dopo la riforma, il ruolo dei "Sovrintendenti" venne svuotato di una qualifica, e quindi la qualifica di sovrintendente principale venne soppressa, e rimase quella di sovrintendente capo, che adottò come insegna di qualifica, i tre binari.

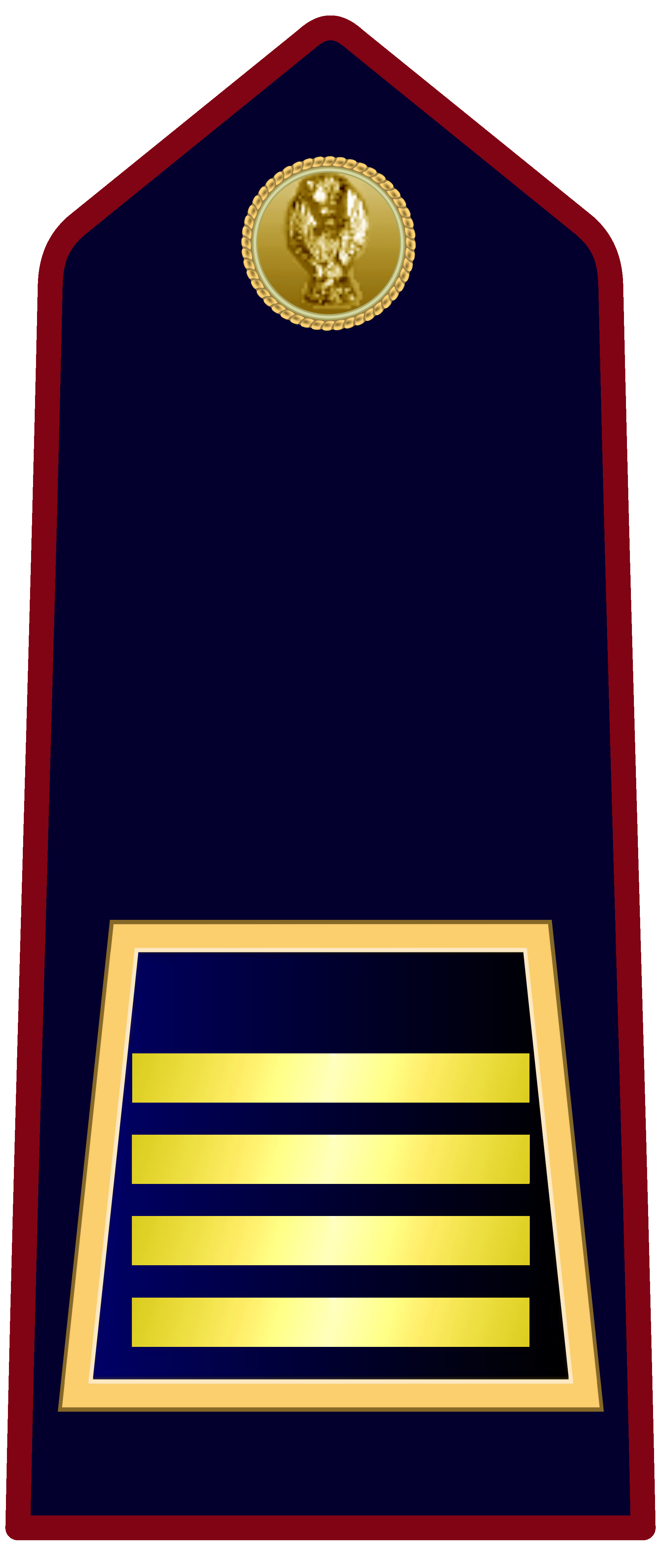
Vecchio distintivo per sovrintendente capo

Sempre prima della riforma del 1995 gli assistenti capo potevano avere la qualifica di ufficiale di polizia giudiziaria. Il distintivo aveva sotto i "baffi", una targhetta dallo sfondo blu, con la scritta U.P.G, e incorniciata in colore ottone. La qualifica è stata soppressa completamente con il decreto del 1995 e venne data al personale appartenente a questa categoria la possibilità di transitare nel ruolo dei sovrintendenti.
Per quanto attiene alla carriera dirigenziale, prima dell'abrogazione disposta nel 2007 esisteva la qualifica di Dirigente generale di pubblica sicurezza di livello B.

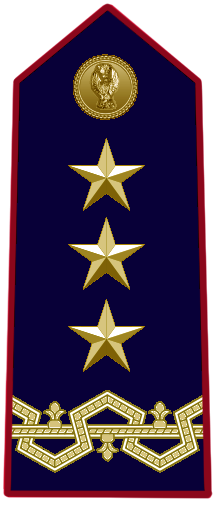
Distintivo di qualifica per controspallina per Dirigente Generale di P.S. di Livello B

## Fregi

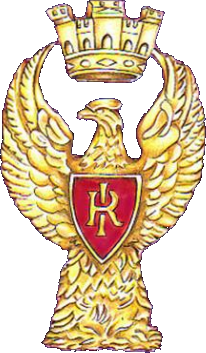
Fregio per berretto rigido per il personale della Polizia di Stato appartenente al ruolo Agenti-Assistenti, Sovrintendenti ed Ispettori.
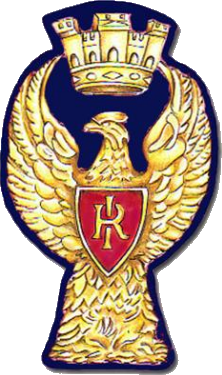
Fregio per berretto rigido per il personale della Polizia di Stato appartenente al ruolo dei Funzionari commissari e al grado di Primo Dirigente.
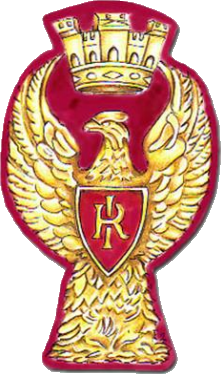
Fregio per berretto rigido per il personale della Polizia di Stato appartenente al ruolo dei Funzionari Dirigenti. (Dirigente Superiore e Dirigente Generale)

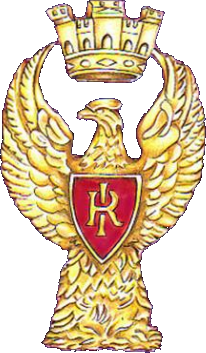
Fregio per basco per il personale della Polizia di Stato.

## Equiparazione
La tabella seguente riporta l'equiparazione tra i gradi delle forze armate e le qualifiche delle forze di polizia ad ordinamento militare, civile, soccorso pubblico e difesa civile come stabilito dall'art. 632 del decreto legislativo 15 marzo 2010, n. 66, ovvero "Codice dell'ordinamento militare", entrato in vigore il 9 ottobre 2010.
 Il recente decreto legislativo 29 maggio 2017, n. 94 ha modificato il predetto articolo 632 tenendo conto di alcune recenti modifiche ordinamentali intervenute dopo il 2010, con particolare riferimento all'introduzione del nuovo grado direttivo di "Vicequestore" della Polizia di Stato.

Tabella aggiornata con le qualifiche della Polizia Locale Regione Lombardia come da Regolamento Regionale 22 marzo 2019 , n. 5

Le cariche militari, inoltre, sono inquadrate anche nell'ambito dell'ordine delle cariche della Repubblica Italiana.
| Comparazione gerarchica tra i gradi delle Forze armate, le qualifiche delle Forze di polizia italiane e della Polizia Locale |                                                                                        |                                                                                  |                                                                                          |                                                |                                                |                                                                  |                                                                         |                                        |                                               |                                           |                                                                         |
| Ruoli | Esercito                                                                               | Marina Militare                                                                  | Aeronautica Militare                                                                     | Carabinieri                                    | Guardia di Finanza                             | Polizia di Stato                                                 | Polizia penitenziaria                                                   | Corpo forestale dello Stato (dismesso) | Corpo nazionale dei vigili del fuoco          | Polizie Locali Regione Lombardia          | Ruoli                                                                   |
| ufficiali generali | generale - ammiraglio (capo di stato maggiore della difesa)                            | generale - ammiraglio (capo di stato maggiore della difesa)                      | generale - ammiraglio (capo di stato maggiore della difesa)                              | -                                              | -                                              | capo della polizia - direttore generale della pubblica sicurezza | capo del dipartimento dell'amministrazione penitenziaria capo del corpo | -                                      | -                                             | -                                         | dirigenti - funzionari dirigenti                                        |
| ufficiali generali | generale di corpo d'armata con incarichi speciali capo di stato maggiore dell'esercito | ammiraglio di squadra con incarichi speciali capo di stato maggiore della marina | generale di squadra aerea con incarichi speciali capo di stato maggiore dell'aeronautica | generale di corpo d'armata comandante generale | generale di corpo d'armata comandante generale | capo della polizia - direttore generale della pubblica sicurezza | capo del dipartimento dell'amministrazione penitenziaria capo del corpo | -                                      | -                                             | -                                         | dirigenti - funzionari dirigenti                                        |
| ufficiali generali | generale di corpo d'armata / tenente generale                                          | ammiraglio di squadra / ammiraglio ispettore capo                                | generale di squadra aerea / generale ispettore capo                                      | generale di corpo d'armata                     | generale di corpo d'armata                     | Prefetto                                                         | Direttore dell'Istituto                                                 | dirigente generale capo del corpo      | dirigente generale capo del corpo             | --                                        | dirigenti - funzionari dirigenti                                        |
| ufficiali generali | generale di divisione / maggior generale                                               | ammiraglio di divisione / ammiraglio ispettore                                   | generale di divisione aerea / generale ispettore                                         | generale di divisione                          | generale di divisione                          | dirigente generale di pubblica sicurezza                         | dirigente generale                                                      | dirigente generale                     | dirigente generale                            | --                                        | dirigenti - funzionari dirigenti                                        |
| ufficiali generali | generale di brigata / brigadier generale                                               | contrammiraglio                                                                  | generale di brigata aerea / brigadier generale                                           | generale di brigata                            | generale di brigata                            | dirigente superiore                                              | dirigente superiore                                                     | dirigente superiore                    | dirigente superiore                           | dirigente generale                        | dirigenti - funzionari dirigenti                                        |
| ufficiali superiori | colonnello                                                                             | capitano di vascello                                                             | colonnello                                                                               | colonnello                                     | colonnello                                     | primo dirigente                                                  | primo dirigente                                                         | primo dirigente                        | primo dirigente                               | dirigente                                 | dirigenti - funzionari dirigenti                                        |
| ufficiali superiori | tenente colonnello                                                                     | capitano di fregata                                                              | tenente colonnello                                                                       | tenente colonnello                             | tenente colonnello                             | vice questore                                                    | dirigente                                                               | vice questore aggiunto forestale       | direttore vice dirigente dei vigili del fuoco | commissario capo coordinatore             | dirigenti - funzionari dirigenti                                        |
| ufficiali superiori | maggiore                                                                               | capitano di corvetta                                                             | maggiore                                                                                 | maggiore                                       | maggiore                                       | vice questore aggiunto                                           | dirigente aggiunto                                                      | vice questore aggiunto forestale       | direttore vice dirigente dei vigili del fuoco | commissario capo                          | dirigenti - funzionari dirigenti                                        |
| ufficiali inferiori | primo capitano                                                                         | primo tenente di vascello                                                        | primo capitano                                                                           | -                                              | -                                              | -                                                                | -                                                                       | -                                      | -                                             | -                                         | funzionari direttivi - commissari                                       |
| ufficiali inferiori | capitano                                                                               | tenente di vascello                                                              | capitano                                                                                 | capitano                                       | capitano                                       | commissario capo                                                 | commissario capo penitenziario                                          | commissario capo forestale             | direttore dei vigili del fuoco                | commissario                               | funzionari direttivi - commissari                                       |
| ufficiali inferiori | tenente                                                                                | sottotenente di vascello                                                         | tenente                                                                                  | tenente                                        | tenente                                        | commissario                                                      | commissario penitenziario                                               | commissario forestale                  | vicedirettore dei vigili del fuoco            | vicecommissario                           | funzionari direttivi - commissari                                       |
| ufficiali inferiori | sottotenente                                                                           | guardiamarina                                                                    | sottotenente                                                                             | sottotenente                                   | sottotenente                                   | vice commissario                                                 | vice commissario penitenziario                                          | vice commissario forestale             | -                                             | -                                         | funzionari direttivi - commissari                                       |
| marescialli | primo luogotenente                                                                     | primo luogotenente                                                               | primo luogotenente                                                                       | luogotenente carica speciale                   | luogotenente cariche speciali                  | sostituto commissario coordinatore                               | sostituto commissario coordinatore                                      | ispettore superiore scelto             | sostituto direttore antincendi capo           | -                                         | ispettori                                                               |
| marescialli | luogotenente                                                                           | luogotenente                                                                     | luogotenente                                                                             | luogotenente                                   | luogotenente                                   | sostituto commissario                                            | sostituto commissario                                                   | ispettore superiore scelto             | sostituto direttore antincendi capo           | -                                         | ispettori                                                               |
| marescialli | primo maresciallo                                                                      | primo maresciallo                                                                | primo maresciallo                                                                        | maresciallo maggiore                           | maresciallo aiutante                           | ispettore superiore                                              | ispettore superiore                                                     | ispettore superiore                    | sostituto direttore antincendi                | -                                         | ispettori                                                               |
| marescialli | maresciallo capo                                                                       | capo di 1ª classe                                                                | maresciallo di 1ª classe                                                                 | maresciallo capo                               | maresciallo capo                               | ispettore capo                                                   | ispettore capo                                                          | ispettore capo                         | ispettore antincendi esperto                  | -                                         | ispettori                                                               |
| marescialli | maresciallo ordinario                                                                  | capo di 2ª classe                                                                | maresciallo di 2ª classe                                                                 | maresciallo ordinario                          | maresciallo ordinario                          | ispettore                                                        | ispettore                                                               | ispettore                              | ispettore antincendi                          | -                                         | ispettori                                                               |
| marescialli | maresciallo                                                                            | capo di 3ª classe                                                                | maresciallo di 3ª classe                                                                 | maresciallo                                    | maresciallo                                    | vice ispettore                                                   | vice ispettore                                                          | vice ispettore                         | vice ispettore antincendi                     | -                                         | ispettori                                                               |
| sergenti | sergente maggiore aiutante                                                             | 2º capo aiutante                                                                 | sergente maggiore aiutante                                                               | brigadiere capo qualifica speciale             | brigadiere capo qualifica speciale             | sovrintendente capo coordinatore                                 | sovrintendente capo coordinatore                                        | sovrintendente capo                    | caporeparto esperto                           | specialista di vigilanza (ad esaurimento) | sovrintendenti                                                          |
| sergenti | sergente maggiore capo                                                                 | 2º capo scelto                                                                   | sergente maggiore capo                                                                   | brigadiere capo                                | brigadiere capo                                | sovrintendente capo                                              | sovrintendente capo                                                     | sovrintendente capo                    | caporeparto                                   | sovrintendente esperto                    | sovrintendenti                                                          |
| sergenti | sergente maggiore                                                                      | 2º capo                                                                          | sergente maggiore                                                                        | brigadiere                                     | brigadiere                                     | sovrintendente                                                   | sovrintendente                                                          | sovrintendente                         | caposquadra esperto                           | sovrintendente scelto                     | sovrintendenti                                                          |
| sergenti | sergente                                                                               | sergente                                                                         | sergente                                                                                 | vicebrigadiere                                 | vicebrigadiere                                 | vice sovrintendente                                              | vice sovrintendente                                                     | vice sovrintendente                    | caposquadra                                   | sovrintendente                            | sovrintendenti                                                          |
| graduati | graduato aiutante                                                                      | sottocapo aiutante                                                               | graduato aiutante                                                                        | appuntato scelto qualifica speciale            | appuntato scelto qualifica speciale            | assistente capo coordinatore                                     | assistente capo coordinatore                                            | assistente capo                        | vigile coordinatore                           | assistente esperto                        | appuntati e carabinieri - appuntati e finanzieri - assistenti ed agenti |
| graduati | primo graduato                                                                         | sottocapo scelto                                                                 | primo graduato                                                                           | appuntato scelto                               | appuntato scelto                               | assistente capo                                                  | assistente capo                                                         | assistente capo                        | vigile coordinatore                           | assistente scelto                         | appuntati e carabinieri - appuntati e finanzieri - assistenti ed agenti |
| graduati | graduato capo                                                                          | sottocapo di 1ª classe                                                           | primo aviere capo                                                                        | appuntato                                      | appuntato                                      | assistente                                                       | assistente                                                              | assistente                             | vigile esperto                                | assistente                                | appuntati e carabinieri - appuntati e finanzieri - assistenti ed agenti |
| graduati | graduato scelto                                                                        | sottocapo di 2ª classe                                                           | primo aviere scelto                                                                      | carabiniere scelto                             | finanziere scelto                              | agente scelto                                                    | agente scelto                                                           | agente scelto                          | vigile qualificato                            | agente scelto                             | appuntati e carabinieri - appuntati e finanzieri - assistenti ed agenti |
| graduati | graduato                                                                               | sottocapo di 3ª classe                                                           | aviere capo                                                                              | carabiniere                                    | finanziere                                     | agente                                                           | agente                                                                  | agente                                 | vigile del fuoco                              | agente                                    | appuntati e carabinieri - appuntati e finanzieri - assistenti ed agenti |
| militari di truppa (volontari in ferma prefissata, allievi e militari di leva)                                               | caporal maggiore                                                                       | comune scelto                                                                    | primo aviere                                                                             | -                                              | -                                              | -                                                                | -                                                                       | -                                      | -                                             | -                                         | appuntati e carabinieri - appuntati e finanzieri - assistenti ed agenti |
| militari di truppa (volontari in ferma prefissata, allievi e militari di leva)                                               | caporale                                                                               | comune di 1ª classe                                                              | aviere scelto                                                                            | -                                              | -                                              | -                                                                | -                                                                       | -                                      | -                                             | -                                         | appuntati e carabinieri - appuntati e finanzieri - assistenti ed agenti |
| militari di truppa (volontari in ferma prefissata, allievi e militari di leva)                                               | soldato                                                                                | comune di 2ª classe                                                              | aviere                                                                                   | allievo carabiniere                            | allievo finanziere                             | allievo agente                                                   | allievo agente                                                          | allievo agente                         | allievo vigile del fuoco                      | -                                         | appuntati e carabinieri - appuntati e finanzieri - assistenti ed agenti |

## Funzionari
La categoria dei funzionari di polizia corrisponde a quella degli ufficiali per le forze armate.

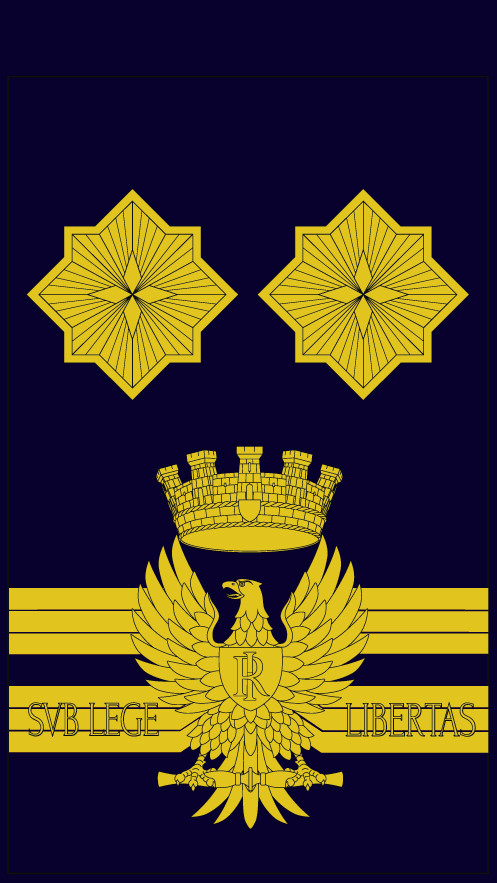
Distintivo di qualifica di dirigente generale di pubblica sicurezza

### Ruolo dirigenti
Corrisponde a quello degli ufficiali generali delle forze armate.
la massima qualifica è quella del capo della polizia - direttore generale della pubblica sicurezza, seguono:
- i dirigenti generali di p.s.,
- i dirigenti superiori di p.s.

### Carriera dei Funzionari

#### Vice questore aggiunto

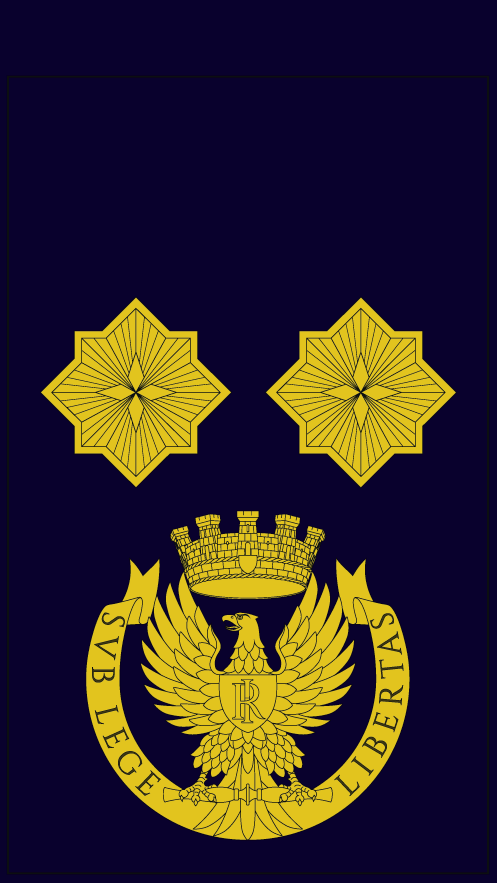
Distintivo di qualifica di vice questore aggiunto. direttore tecnico capo e medico capo della Polizia di Stato

Vice questore aggiunto assume il nome di direttore tecnico capo per il ruolo dei direttori tecnici o medico capo per il ruolo dei direttivi medici. Da tale qualifica con cinque anni di effettivo servizio nella stessa si può accedere alla qualifica di vice questore.

##### Ruolo ordinario
La promozione a vice questore aggiunto si consegue, a ruolo aperto, mediante scrutinio per merito comparativo al quale è ammesso il personale con la qualifica di commissario capo che abbia compiuto sette anni di effettivo servizio nella stessa.

##### Ruolo direttivo speciale
La promozione a vice questore aggiunto del ruolo direttivo speciale si consegue, a ruolo aperto, mediante scrutinio per merito comparativo, al quale è ammesso il personale con la qualifica di commissario capo del ruolo direttivo speciale che abbia compiuto sette anni di effettivo servizio nella qualifica. Il ruolo direttivo speciale, pur previsto per legge (art. 14 del d.lgs. 5.10.2000, n. 334), non è mai stato effettivamente costituito sino alla sospensione della sua applicazione, avvenuta con legge finanziaria 2006 (art. 1, comma 261 della legge 23.12.2005, n. 266). Pertanto nella Polizia di Stato si rinvengono, relativamente all’ambito dei funzionari, un ruolo direttivo a cui si accede previo concorso pubblico per titoli ed esami (80% dei posti complessivi) riservato ai candidati in possesso della laurea magistrale o specialistica in materie giuridico-economiche ed età massima di 32 anni (oltre ad altri requisiti) e un ruolo dirigenziale. Al citato concorso pubblico sono altresì ammessi a partecipare, per l'aliquota del 20% rimanente, pari a un quinto dei posti complessivamente disponibili e purché in possesso dei prescritti requisiti, con l'eccezione del limite d'età stabilito con il regolamento adottato ai sensi dall'articolo 3, comma 6, della legge 15 maggio 1997, n. 127, gli appartenenti al ruolo degli agenti e assistenti e al ruolo dei sovrintendenti con almeno tre anni di anzianità alla data del bando che indice il concorso, gli appartenenti al ruolo degli ispettori e gli appartenenti al (mai attivato) ruolo direttivo speciale. I posti riservati non coperti sono conferiti secondo la graduatoria del concorso.

##### Carriera dei Funzionari tecnici
La promozione a direttore tecnico capo si consegue, a ruolo chiuso, mediante scrutinio per merito comparativo al quale è ammesso il personale con la qualifica di commissario capo tecnico che abbia compiuto sette anni di servizio effettivo nella qualifica.

##### Ruolo dei direttivi medici
La promozione a medico capo si consegue, a ruolo aperto, mediante scrutinio per merito comparativo al quale è ammesso il personale con la qualifica di medico principale che abbia compiuto due anni e sei mesi di effettivo servizio nella qualifica.

#### Commissario capo

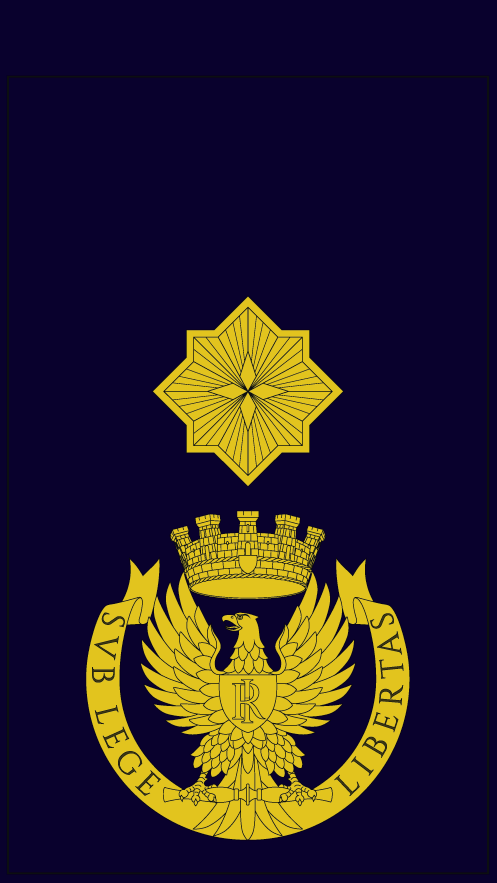
Distintivo di qualifica di commissario capo, commissario capo tecnico e medico principale della Polizia di Stato

La qualifica di commissario capo per il ruolo ordinario e per quella del ruolo direttivo speciale (ovvero categoria quest'ultima riservata agli ispettori superiori sostituto commissario vincitori di concorso interno alla Polizia), assume il nome di direttore tecnico principale per gli appartenenti al ruolo dei direttori tecnici e di medico principale per quelli del ruolo dei direttivi medici.

##### Ruolo ordinario
Assumono la qualifica di commissario capo secondo l'ordine della graduatoria di fine corso, i commissari che hanno superato l'esame finale presso la Scuola superiore di polizia e che, anche in relazione agli esiti del tirocinio operativo, sono stati dichiarati idonei al servizio dal direttore della scuola, sentito il comitato direttivo.

##### Ruolo direttivo speciale
La promozione a commissario capo del ruolo direttivo speciale si consegue, nel limite dei posti disponibili, mediante scrutinio per merito comparativo, al quale è ammesso il personale con la qualifica di commissario del ruolo direttivo speciale che abbia compiuto sei anni di effettivo servizio nella qualifica.

##### Ruolo dei direttori tecnici
Al termine del corso presso la Scuola superiore di polizia, i commissari tecnici che hanno ottenuto il giudizio di idoneità e superato l'esame finale prestano giuramento e sono confermati nel ruolo con la qualifica di commissario capo tecnico secondo l'ordine della graduatoria di fine corso.

##### Ruolo dei direttivi medici
Al termine del corso i medici che hanno ottenuto il giudizio di idoneità e superato l'esame finale, prestano giuramento e sono confermati nel ruolo professionale dei direttivi medici, con la qualifica di medico principale, secondo la graduatoria di fine corso.

#### Commissario

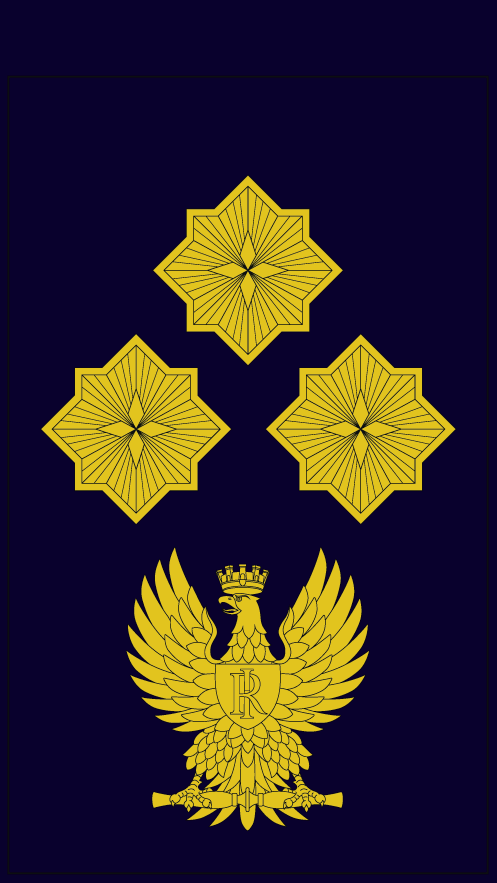
Nuovo distintivo di qualifica di commissario della Polizia di Stato

La qualifica di commissario per il ruolo ordinario e per quella del ruolo direttivo speciale (ovvero categoria quest'ultima riservata agli ispettori superiori sostituto commissario vincitori di concorso interno alla Polizia), assume il nome di direttore tecnico per gli appartenenti al ruolo dei direttori tecnici e di medico per quelli del ruolo dei direttivi medici.

##### Ruolo ordinario
La qualifica di commissario del ruolo ordinario della Polizia di Stato, è ricoperta esclusivamente dai soli frequentatori del corso di formazione presso la Scuola superiore di polizia, ovvero, dalla fine del 1º anno, detto 1º ciclo, previa superamento del giudizio di idoneità, fino alla fine del 2º anno, o 2º ciclo, ovvero all'esame finale del corso di formazione.
I commissari che abbiano superato l'esame finale e che, anche in relazione agli esiti del tirocinio operativo, siano stati dichiarati idonei al servizio di Polizia, sono confermati nel ruolo dei commissari con qualifica di commissario capo, secondo l'ordine della graduatoria di fine corso.

##### Ruolo direttivo speciale
La qualifica di commissario del ruolo direttivo speciale è ricoperta dai vincitori del concorso interno per commissari riservato agli appartenenti del ruolo degli ispettori superiori sostituto commissario i quali accedono alla Scuola superiore di polizia con la qualifica di vice commissario e permangono nella stessa per tutti i diciotto mesi di durata del corso di formazione.
Il corso, articolato in due cicli di nove mesi ciascuno e comprensivi di un tirocinio operativo presso strutture della Polizia di Stato, prevede, al termine del primo ciclo, il giudizio di idoneità del direttore della Scuola superiore di polizia per l'ammissione al secondo ciclo, al termine del quale i frequentatori sosterranno l'esame finale sulle materie oggetto di studio.
I vice commissari del ruolo direttivo speciale che abbiano superato l'esame finale sono confermati nel ruolo secondo l'ordine della graduatoria di fine corso e promossi alla qualifica di commissario indossando quindi la controspallina con tre stellette.
A fine anno 2016, per effetto della mancata bandizione di concorsi per l'accesso alla qualifica di vice commissario del ruolo direttivo speciale, la gerarchicamente superiore qualifica di commissario del ruolo direttivo speciale non risulta essere attribuita ad alcuna unità in servizio attivo.
Tale qualifica viene tuttora attribuita, ai sensi di legge, agli Ispettori Superiori e ai Sostituti Commissari all'atto del collocamento a riposo.

##### Ruolo dei commissari tecnici
La qualifica di commissario tecnico è ricoperta esclusivamente dai soli frequentatori del corso di formazione di dodici mesi presso la Scuola superiore di polizia (spesso in sede distaccata per limitazione di posti nella struttura romana) alla quale si accede mediante concorso pubblico per titoli ed esami, o mediante concorso interno alla stessa Polizia.
Al termine del corso i commissari tecnici che abbiano ottenuto il giudizio di idoneità e superato l'esame finale sono confermati nel ruolo con la qualifica di commissario capo tecnico secondo l'ordine della graduatoria di fine corso.
L'assegnazione in servizio è effettuata, in relazione alla scelta manifestata dagli interessati e secondo l'ordine della graduatoria di fine corso, nelle sedi indicate dall'Amministrazione.
Nell'ambito dei ruoli tecnico-scientifici della Polizia di Stato, i Direttori si distinguono per ruolo d'impiego professionale, ossia il ruolo degli ingegneri, dei fisici, dei chimici, dei biologi e degli psicologi. A tali qualifiche si accede dopo il superamento di un concorso pubblico per titoli ed esami, a cui è possibile partecipare solo se in possesso della laurea specialistica o magistrale necessaria per lo svolgimento del ruolo previsto dal bando di concorso.

##### Ruolo dei direttivi medici
La qualifica di medico è ricoperta esclusivamente dai frequentatori del corso di formazione iniziale teorico-pratico di dodici mesi presso la Scuola superiore di polizia al quale si accede mediante concorso pubblico per titoli ed esami.
Al concorso possono partecipare i cittadini italiani che non abbiano ancora compiuto 32 anni di età, in possesso di laurea specialistica in medicina e chirurgia (classe 46/S), o del diploma di laurea in medicina e chirurgia rilasciato secondo il vecchio ordinamento, conseguita presso un'università della Repubblica Italiana o presso un Istituto di istruzione universitaria equiparato, nonché il possesso dell'abilitazione all'esercizio della professione di medico-chirurgo e dell'iscrizione al relativo albo.
Al termine del corso i medici che abbiano ottenuto il giudizio di idoneità e superato l'esame finale sono confermati nel ruolo con la qualifica di medico principale secondo l'ordine della graduatoria di fine corso.
L'assegnazione in servizio è effettuata, in relazione alla scelta manifestata dagli interessati e secondo l'ordine della graduatoria di fine corso, nelle sedi indicate dall'Amministrazione.

#### Vice commissario

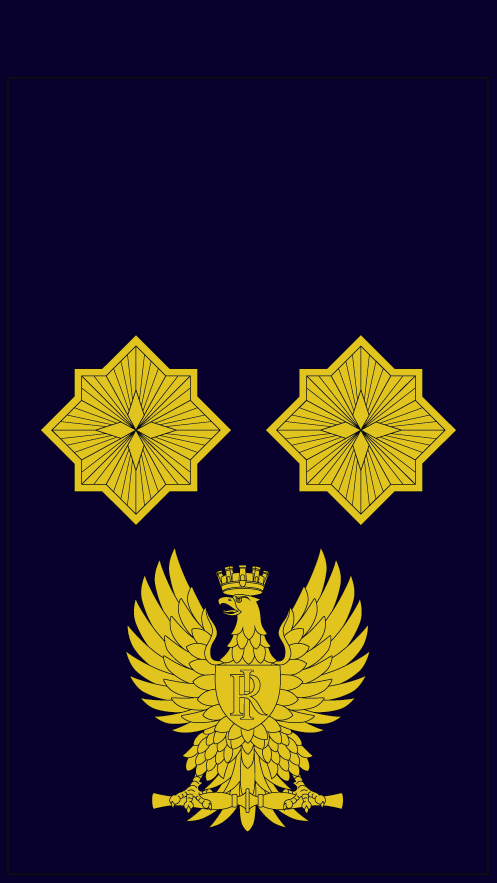
Distintivo di qualifica di vice commissario della Polizia di Stato

Nella Polizia di Stato, la qualifica di vice commissario, abolita per il ruolo ordinario, è rimasta per quella del ruolo direttivo speciale, ovvero la categoria riservata agli ispettori superiori sostituto commissario vincitori di concorso interno alla Polizia. La funzione di vice commissario si ricopre durante il corso di formazione della durata di diciotto mesi presso la Scuola superiore di polizia.
Il corso, articolato in due cicli di nove mesi ciascuno e comprensivi di un tirocinio operativo presso strutture della Polizia di Stato, prevede, al termine del primo ciclo, il giudizio di idoneità del direttore della Scuola superiore di polizia per l'ammissione al secondo ciclo, al termine del quale i frequentatori sosterranno l'esame finale sulle materie oggetto di studio.
I vice commissari del ruolo direttivo speciale che abbiano superato l'esame finale sono confermati nel ruolo secondo l'ordine della graduatoria di fine corso e promossi alla qualifica di commissario indossando quindi la controspallina con tre stellette.
A fine anno 2016 non erano ancora mai stati banditi concorsi per l'accesso alla qualifica di vice commissario del ruolo direttivo speciale.

## Ruolo sovrintendenti
I sovrintendenti sono una qualifica delle forze di polizia italiane e sono comparabili al ruolo sergenti delle forze armate italiane. Provengono da un concorso interno per gli appartenenti alle forze di polizia e forze armate. Dopo un periodo di formazione da allievo vice sovrintendente si ottiene la qualifica di ufficiale di polizia giudiziaria e di vice sovrintendente. Dopo cinque anni si viene promossi a sovrintendenti e dopo altri cinque anni si diventa sovrintendente capo. Alcuni accedono alla qualifica anche mediante promozione per merito straordinario. Ai sovrintendenti spettano funzioni di ufficio, operative e piccoli ruoli di comando.

## Ruolo assistenti e agenti
Gli agenti e gli assistenti sono la prima categoria della Polizia di Stato e della Polizia penitenziaria. Gli appartenenti al ruolo degli agenti e assistenti rivestono le qualifiche di agenti di pubblica sicurezza e di polizia giudiziaria. Si diventa agente dopo aver superato un concorso pubblico e un periodo di formazione come allievo agente. Agli agenti spettano funzioni operative e di pronto intervento nonché di esecuzione degli ordini superiori.

### Riferimenti normativi
- Legge 1º aprile 1981, n. 121: "Nuovo ordinamento dell'Amministrazione della pubblica sicurezza.", su normattiva.it.
- Decreto del Presidente della Repubblica 24 aprile 1982, n. 335: "Ordinamento del personale della Polizia di Stato che espleta funzioni di polizia.", su normattiva.it.
  -  Decreto del Presidente della Repubblica 24 aprile 1982, n. 336: "Inquadramento nei ruoli della Polizia di Stato del personale che espleta funzioni di polizia.", su normattiva.it.
- Decreto del Presidente della Repubblica 24 aprile 1982, n. 337: "Ordinamento del personale della Polizia di Stato che espleta attività tecnico-scientifica o tecnica.", su normattiva.it.
- Decreto del Presidente della Repubblica 24 aprile 1982, n. 339: "Passaggio del personale non idoneo all'espletamento dei servizi di polizia, ad altri ruoli dell'Amministrazione della pubblica sicurezza o di altre amministrazioni dello Stato.", su normattiva.it.
- Decreto legislativo 12 maggio 1995, n. 197: "Attuazione dell'art. 3 della legge 6 marzo 1992, n. 216, in materia di riordino delle carriere del personale non direttivo della Polizia di Stato"., su normattiva.it.
- Decreto legislativo 5 ottobre 2000, n. 334: "Riordino dei ruoli del personale direttivo e dirigente della Polizia di Stato, a norma dell'articolo 5, comma 1, della legge 31 marzo 2000, n. 78.", su normattiva.it.
- Decreto legislativo 3 maggio 2001, n. 201: "Disposizioni integrative e correttive al decreto legislativo 5 ottobre 2000, n. 334, in materia di riordino dei ruoli del personale direttivo e dirigente della Polizia di Stato.", su normattiva.it.

### Testi
- Giorgio Cantelli, Luigi Memma, Polizia a cavallo. Storia, ordinamenti, uniformi. Ponchiroli editori, Bagnolo San Vito, 2009. ISBN 978-88-902347-8-1
- Antonio Laurito, La storia e le uniformi della Polizia italiana. Promozioni Editoriali Police, Roma, 2008.
- Annibale Paloscia e Maurizio Salticchioli: I capi della polizia. La storia della sicurezza pubblica attraverso le strategie del Viminale. Laurus Robuffo, Roma, 2003.
- Giuseppe Quilichini, Storia fotografica della polizia 1848-1962. Una storia di uomini. 2 voll. Italia Editrice New, Foggia, 2005. ISBN 978-88-95038-01-8